# Fiestas de Santa Tecla
Las Fiestas de Santa Tecla de Tarragona tienen lugar alrededor de la fecha del 23 de septiembre, jornada central de la celebración. Duran diez días completos más la noche entera del 22 al 23 de septiembre. Son la fiesta grande de la ciudad de Tarragona, y gozan de los reconocimientos de Fiestas de interés turístico nacional (España), otorgada por el Gobierno del Estado, y de Fiesta tradicional de interés nacional, otorgada por la Generalidad de Cataluña.
Además del propio Ayuntamiento, 145 entidades y colectivos organizan aproximadamente 535 actividades, en una explosión de participación ciudadana.

## Historia
Las Fiestas de Santa Tecla se iniciaron el año 1321 cuando llegó a la ciudad de Tarragona la reliquia del brazo de Santa Tecla, procedente, por intercesión real, de las tierras orientales de Armenia.
El año 1370 el documento de las Ordenaciones del arzobispo de Pere Clasquerí establece la secuencia ritual para los dos días centrales de las fiestas, los días 22 -Víspera- y 23 de septiembre. Este ritual se ha mantenido en sus rasgos esenciales hasta la actualidad.

## Elementos característicos
Entre los elementos más singulares destacan:
- El Cortejo Popular o Seguici: conjunto de danzas, entremeses, representaciones alegóricas, danzas dramáticas y músicos populares, que protagonizan las Fiestas desde el siglo XIV.

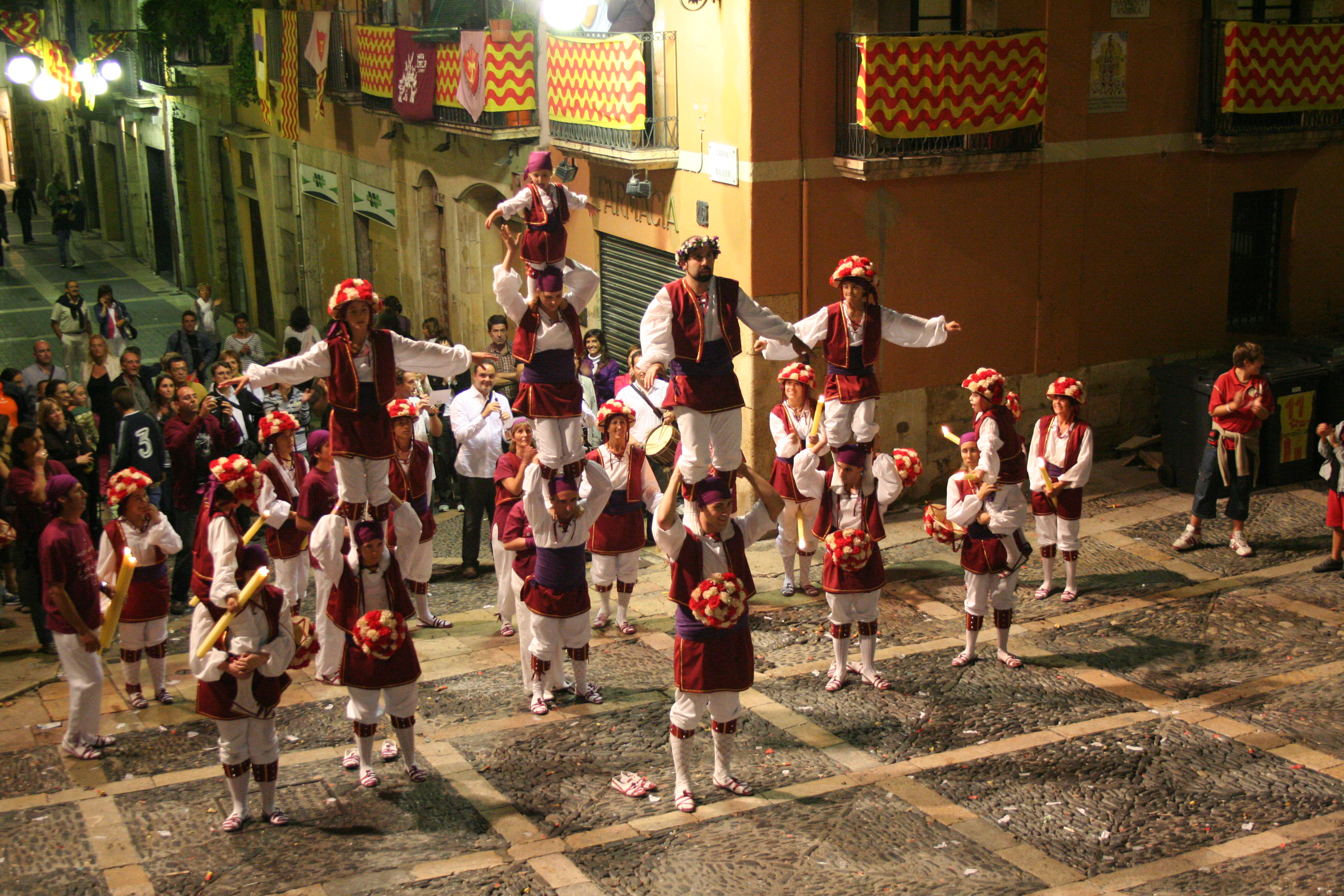
Moixiganga de Tarragona

- Los Castillos humanos o Castells: agrupaciones de hombres, mujeres y niños que ejecutan torres de hasta diez pisos de altura, y que se incorporaron a la celebración patronal en el último tercio del siglo :XVIII, aunque sus antecedentes -el baile de Valencianos- ya salía en el siglo anterior.

## Secuencia ritual de actos
- Primera jornada: la Crida es la invitación a la celebración de las Fiestas por parte del Alcalde. Los músicos del municipio salen al balcón consistorial para anunciar la fiesta, y a continuación estalla la primera Tronada pirotécnica, manifestación ya documentada el año 1550.

- Sábado de Santa Tecla: la Muestra de Folclore Vivo es un acto único en que grupos festivos rituales de otras localidades y que habitualmente no actúan fuera de su propia plaza, se desplazan extraordinariamente a Tarragona. Cada año hay un eje temático diferente.

- Primer Domingo de Fiestas: la Jornada Castellera concentra dos  de las collas castelleras más importantes de Cataluña, así como a las dos agrupaciones más destacadas de la ciudad, en una de las exhibiciones más importantes del calendario anual del país.

- Día 18: El pañuelo de la Santa. Al anochecer y fuera del programa oficial, la Mojiganga coloca el pañuelo carmesí de la fiesta a la imagen de la patrona ubicada en la calle de Santa Tecla, justo al lado de la catedral.

- Día 19. Santa Tecla Pequeña: reproducción a escala infantil del Cortejo Popular y de los Castillos humanos, que realizan los adultos en los días centrales.

- Día 20. El Retablo: representación mimíca en la Catedral sobre la vida de Santa Tecla.

- Día 21. El Pregón. El Café, copa y puro por un duro reúne ante una taza de café, una copa del licor Chartreuse y de coñac Torres, y con un puro en la boca, a centenares de festeros. Luego el toque de los trompeteros municipales desde el balcón consistorial, y la segunda Tronada pirotécnica, preludían la salida de todos los Gigantes de la ciudad, siendo los más antiguos del 1825. Por la noche, bajada del Cortejo y de las bandas de música por las escaleras de la Catedral y por la ciudad antigua, conocido como "La baixada de l'àliga", es el acto más popular y seguido por los tarraconeses".

- Día 22. La Víspera. Entrada ritual de los músicos tradicionales en la ciudad. Por la tarde, primera salida al completo del Cortejo Popular. A continuación, danzas dramáticas con versos críticos y representación completa de la Mojiganga, que, mediante torretas, ejecuta los misterios de la Pasión de Jesucristo.

- La Verbena. Noche continua de fiesta con numerosas actuaciones musicales en toda la ciudad, que terminan al alba con la salida de los dulzaineros y tamborileros.

- Día 23. Día de Santa Tecla. Por la mañana el Seguici (cortejo popular) se desplaza desde la plaza del ayuntamiento hasta la catedral donde se celebra la misa de la patrona, al regreso hasta la plaza del ayuntamiento (Plaza de la Font) es donde cada elemento se exhibe, después las collas castelleras de la ciudad (4 collas, Xiquets de Tarragona, Colla jove dels xiquets de Tarragona, Xiquets del Serrallo y Colla castellera de Sant Pere i Sant Pau) ejecutan sus estructuras que pueden alcanzar en algún caso los 10 pisos de altura.  Por la tarde a la Procesión del brazo de Santa Tecla. Ésta termina con una impresionante actuación a las puertas de la Catedral, llamada la Entrada de Santa Tecla. Por la noche, la empresa vencedora del Concurso Internacional de Castillos de Fuegos Artificiales de Tarragona dispara un magnífico espectáculo pirotécnico en la Punta del Milagro.

- Día 24. La Merced . Al mediodía los Castillos humanos suben y bajan los veinte peldaños de la escalinata de la Catedral con una construcción de cuatro pisos, para luego llevarla hasta el Ayuntamiento. Por la noche, desfile de fuego -Correfoc- con los grupos de diablos y bestias más importantes de Cataluña. El final de la fiesta es la Traca delante de la cual corren miles de personas, y el Gloria a Santa Tecla, cartel pirotécnico que anuncia que una celebración termina pero que ya empieza la cuenta atrás para la del año siguiente.